# 核糖体蛋白质
核糖体蛋白质（Ribosomal Protein，简称“核糖体蛋白”或“RP”）是参与构成核糖体的所有蛋白质的统称。由于核糖体蛋白质需要高浓度的盐溶液和强解离剂（如含高浓度Mg2+的67%的CH3COOH或3mol/L LiCl~4mol/L (NH2)2CO）才能将其分离，所以这类蛋白质相对于“核糖体相关蛋白质”也被称为“真核糖体蛋白质”。
因为在核糖体自组装过程中，这类蛋白质逐批与rRNA结合形成核糖体的大、小亚基，所以这些蛋白质又按与rRNA结合的顺序分为“初级结合蛋白”、“次级结合蛋白”与“迟结合蛋白”等几组。
当前，对核糖体蛋白质的了解主要来自对大肠杆菌（E. coli）核糖体的研究。大肠杆菌的大多数核糖体蛋白质已应用双向聚丙烯酰胺凝胶电泳技术进行分级分离、测定了一级结构并研发出针对它们的特异性抗体。以上成果及电子显微镜的应用为进一步研究核糖体中各蛋白质的构型提供了可能。
研究表明:
- 原核生物70S核糖体的30S亚基（小亚基）中含有22种核糖体蛋白，50S亚基（大亚基）中含有34种核糖体蛋白，占核糖体的35%。
- 真核生物80S核糖体的40S亚基（小亚基）中含有约33种核糖体蛋白，60S亚基（大亚基）中含有约49种核糖体蛋白，约占核糖体的50%。

## 大肠杆菌的核糖体蛋白质
大肠杆菌细胞的核糖体小亚基中约有22种蛋白质（编号为S1至S22），其核糖体大亚基中约有34种蛋白质（编号为L1至L36）。这些蛋白质是免疫学上独立的蛋白质，只有L7与L12之间表现出相互交叉反应。这些核糖体蛋白质中除S6、L7及L12（等电点约为5）之外全部都是碱性蛋白质（等电点约为10）。此外，除了以下列出的三组例外，其余的核糖体蛋白质都是相互有差异的：
- S20与L26被证实是同一种蛋白质，它是唯一一种同时出现在大、小亚基中的蛋白质。
- L7与L12分别是同一种蛋白质的N端乙酰化版本及肽链内部甲基化版本。
- L8是L7（或L12）与L10的复合物。

另外，已发现L31有两种不同的形态： 相对分子质量为7.9 kD的较完整版本及7.0 kD的碎片。
除分子量为61.2 kD的S1外，其余的核糖体蛋白质的分子量都相对集中地分布于4.4 kD至29.7 kD之间。

## 核糖体小亚基蛋白质的配布情况
各种核糖体蛋白质在核糖体中的配布情况主要采用重组合技术、化学交联技术、荧光标记技术、免疫电镜法和亲和层析法等技术研究的。
在大肠杆菌核糖体小亚基（30S）的组装过程中，编号为S4、S7、S8、S15、S17及S20的核糖体蛋白质能直接与16S rRNA结合；在上述第一批蛋白质（统称为“初级结合蛋白”）与rRNA形成复合物后，编号为S5、S6、S9、S12、S13、S16、S18及S19的第二批蛋白质（统称为“次级结合蛋白”）再与之前形成的复合物结合；次级结合蛋白结合后也使最后一批编号为S2、S3、S10、S11、S14及S21的蛋白质（统称为“迟结合蛋白”）的结合更为稳固。蛋白质与螺旋连接处的结合对引发正确的RNA三级折叠与组织核糖体的整体结构至关重要。几乎所有的核糖体蛋白质结构中包含球状结构域和能联络离它们较远的RNA的延伸结构域。
核糖体额外的稳定性来自这些核糖体蛋白质中的碱性官能团对rRNA骨架边缘磷酸基团上相互排斥的负电荷的中和。核糖体蛋白质之间的相互作用（如静电引力及氢键）也有助于维持整个核糖体结构的稳定。